# Telmatoscopus bulbulus
Telmatoscopus bulbulus är en tvåvingeart som beskrevs av Quate 1965. Telmatoscopus bulbulus ingår i släktet Telmatoscopus och familjen fjärilsmyggor.
Artens utbredningsområde är Filippinerna. Inga underarter finns listade i Catalogue of Life.